# Sveriges fodboldlandshold
Sveriges herrelandshold i fodbold (svensk: Sveriges herrlandslag i fotboll) har vundet en sølv- og to bronzemedaljer ved VM, en bronzemedalje ved EM samt en guld- og to bronzemedaljer ved de olympiske lege. Fodbold er en af de mest populære sportsgrene i Sverige, og herrelandsholdet - ligesom kvindelandsholdet - er derfor et af landets store sportslige samlingspunkter.

## Historie
Sverige spillede den første landskamp 12. juli 1908, hvor det blev til en 11-3 sejr over Norge. Resultaterne var dog i de første år meget svingende; således tabte holdet under sommer-OL 1912 i London med 1-12 til Storbritannien. Første kamp mod Danmark blev afviklet i 1913 med dansk sejr, og i det hele taget blev de fleste kampe i de første år spillet mod de øvrige nordiske lande.
Efterhånden blev holdet bedre, og under sommer-OL 1924 i Paris vandt holdet bronzemedaljer. Da VM i fodbold blev etableret og for første gang afholdt i Uruguay 1930, var Sverige ikke blandt deltagerne, men allerede fire år senere kvalificerede holdet sig til VM-slutrunden i Italien. Det startede godt med en sejr over Argentina, sølvvinderne fra 1930, men med nederlag til Tyskland var deltagelsen ovre.
Ved slutrunden i 1938 i Frankrig blev til en fjerdeplads, hvorpå de internationale fodboldkampe gik på vågeblus med anden verdenskrigs udbrud. Efter krigen fulgte nogle af svensk fodbolds gyldne år startende med sejr i OL-turneringen 1948 i London samt bronzemedaljer ved VM 1950 i Brasilien. OL-guldet blev vundet med tre af de helt store navne i historien på holdet: Gunnar Gren, Gunnar Nordahl og Nils Liedholm. Disse blev imidlertid professionelle i Italien efter OL, og på den tid kunne kun amatører spille på landsholdet. Således var det et rent amatørlandshold, der vandt VM-bronzen i 1950 samt OL-bronze 1952 i Helsinki.
I 1958 fik Sverige tildelt VM-værtskabet, og for at få et slagkraftigt hold valgte man at droppe den rene amatørlinje. Det viste sig at være en succes, da kombinationen af de professionelle og de hjemlige amatører på vejen til finalen blandt andet slog de regerende verdensmestre, Vesttyskland, i semifinalen med 3-1. I finalen måtte man dog bøje sig for Brasilien med blandt andet en ung Pelé, da det blev til et 2-5 nederlag.
1960'erne blev en sort periode for svensk fodbold, der ikke kvalificerede sig til VM i 1962 og 1966, inden det lykkedes holdet at kvalificere sig til VM i 1970 i Mexico. På dette hold spillede blandt andet Ove Kindvall, Ove Grahn, Björn Nordqvist og målmanden Ronnie Hellström, men holdet kom akkurat ikke videre fra det indledende gruppespil. Fire år senere i Vesttyskland klarede holdet sig bedre, da det blev til en femteplads med flere af spillerne fra forrige VM samt den nye stjerne Ralf Edström.
For tredje VM i træk blev det til kvalifikation til slutrunden i 1978, men her blev det igen til et farvel efter indledende runde efter blot en enkelt uafgjort. Blandt nye spillere var Anders Linderoth.
Igen i 1980'erne var der dårlige resultater for det svenske landshold, der ikke kvalificerede sig til hverken EM- eller VM-slutrunderne, inden det omsider lykkedes til VM-slutrunden 1990 i Italien. Også her blev det blot til en uafgjort kamp og dermed farvel efter den indledende runde. På holdet var nu spillere som Glenn Hysén, Tomas Brolin, Glenn Strömberg, Johnny Ekström og målmanden Thomas Ravelli.
I 1992 arrangerede Sverige for første gang EM-slutrunden, og her blev det til en sikker sejr i den indledende runde med blandt andet en 1-0 sejr over de senere mestre fra Danmark. I semifinalen måtte man dog bøje sig med 2-3 til Tyskland. Kurven pegede nu opad, og ved VM-slutrunden i 1994 i USA nåede holdet den seneste medalje med bronze efter et knebent semifinalenederlag til de senere verdensmestre fra Brasilien og en efterfølgende klar sejr over Bulgarien. Under denne slutrunde var Martin Dahlin, Jonas Thern og Kennet Andersson blandt de nye profiler.
Nogle år med mindre gode resultater fulgte med manglende kvalifikation til EM i 1996 og VM i 1998. Men med blandt andet Fredrik Ljungberg og Johan Mjällby på holdet kvalificerede man sig til EM-slutrunden i 2000, dog uden succes. Derimod havde man succes under VM-slutrunden i 2002 trods placeret i en meget svær pulje med England, Argentina og Nigeria, men med uafgjort mod de to førstnævnte og en sejr over Nigeria vandt holdet overraskende puljen. I ottendedelsfinalen var Sverige nu favorit mod Senegal, men det blev til tab. På dette hold fandt mand spillere som Henrik Larsson, Anders Svensson og Nicklas Alexandersson.
Ved EM-slutrunden 2004 i Portugal kom holdet i pulje med Danmark, Bulgarien og Italien, og her lykkedes det de to nordiske lande at kvalificere sig videre med Sverige som vindere. I kvartfinalen viste Holland sig dog for stærke, men svenskerne havde fået en ny stjerne i Zlatan Ibrahimović. Det blev også til kvalifikation til VM-slutrunden 2006 i Tyskland, hvor det trods en skuffende indledning med 0-0 mod Trinidad og Tobago lykkedes at gå videre, inden de tyske værter i ottendedelsfinalen sendte holdet hjem med 0-2.

## Kampene mod Danmark
Kampene mod Danmark har gensidigt fra starten været betegnet som arvefjendeopgør. I landsholdets tidlige år var Sverige generelt underlegne, og den første sejr over Danmark kom i 1916. Men af de første tyve landskampe vandt Sverige blot de fire, mens tre endte uafgjort. I løbet af 1930'erne vendte dette billede dog, og efter Danmarks sejr i Stockholm i 1937 skulle der gå 39 år, inden Danmark igen vandt på svensk grund, og i samme periode blev det blot til seks danske sejre. Et enkelt dansk lyspunkt kom dog kort efter svenskernes VM-sølv i 1958, da det blev til 4-4 i Stockholm.
I perioden fra starten af 1980'erne indtog Danmark efterhånden førerpladsen blandt de nordiske lande på bekostning af Sverige. Siden nederlaget til Danmark i 1976 har Danmark vundet ti af de indbyrdes kampe, Sverige otte, mens fire er endt uafgjort. Det kan dog se ud, som om magtforholdet er skiftet igen, idet Danmarks seneste sejr daterer sig tilbage til 1996. Af de spillede kampe siden har kun de tre været betydende, og her er det blevet til to uafgjorte (EM-slutrunden 2004 og kvalifikationen til EM i fodbold 2008) samt skrivebordsnederlaget på 3-0 efter kampen i Parken 2. juni 2007, hvor en tilskuer løb ind og slog til dommeren.

## Statistikker
- Største sejr: Sverige – Letland, 1927: 12-0
- Største nederlag: England – Sverige, 1908: 12-1
- Flest landskampe: Anders Svensson, 148 landskampe; Thomas Ravelli, 143 landskampe; Olof Mellberg, 117 landskampe
- Flest mål: Zlatan Ibrahimović, 62 mål i 116 kampe

## Turneringsoversigt

### Europamesterskaberne
| År   | Værtsland         | Sveriges placering |
| ---- | ----------------- | ------------------ |
| 1960 | Frankrig          | Deltog ikke        |
| 1964 | Spanien           | Ikke kvalificeret  |
| 1968 | Italien           | Ikke kvalificeret  |
| 1972 | Belgien           | Ikke kvalificeret  |
| 1976 | Jugoslavien       | Ikke kvalificeret  |
| 1980 | Italien           | Ikke kvalificeret  |
| 1984 | Frankrig          | Ikke kvalificeret  |
| 1988 | Vesttyskland      | Ikke kvalificeret  |
| 1992 | Sverige           | Semifinale         |
| 1996 | England           | Ikke kvalificeret  |
| 2000 | Belgien & Holland | Indledende runde   |
| 2004 | Portugal          | Kvartfinale        |
| 2008 | Østrig & Schweiz  | Indledende runde   |
| 2012 | Polen & Ukraine   | Indledende runde   |
| 2016 | Frankrig          | Indledende runde   |
| 2020 | Europa            | 1/8-finale         |
| 2024 | Tyskland          | Ikke kvalificeret  |

### Verdensmesterskaberne
| År   | Værtsland        | Sveriges placering |
| ---- | ---------------- | ------------------ |
| 1930 | Uruguay          | Deltog ikke        |
| 1934 | Italien          | Kvartfinale        |
| 1938 | Frankrig         | 4. plads           |
| 1950 | Brasilien        | Bronze             |
| 1954 | Schweiz          | Ikke kvalificeret  |
| 1958 | Sverige          | Sølv               |
| 1962 | Chile            | Ikke kvalificeret  |
| 1966 | England          | Ikke kvalificeret  |
| 1970 | Mexico           | Indledende runde   |
| 1974 | Vesttyskland     | 2. runde           |
| 1978 | Argentina        | Indledende runde   |
| 1982 | Spanien          | Ikke kvalificeret  |
| 1986 | Mexico           | Ikke kvalificeret  |
| 1990 | Italien          | Indledende runde   |
| 1994 | USA              | Bronze             |
| 1998 | Frankrig         | Ikke kvalificeret  |
| 2002 | Sydkorea & Japan | 1/8-finale         |
| 2006 | Tyskland         | 1/8-finale         |
| 2010 | Sydafrika        | Ikke kvalificeret  |
| 2014 | Brasilien        | Ikke kvalificeret  |
| 2018 | Rusland          | Kvartfinale        |
| 2022 | Qatar            | Ikke kvalificeret  |

### Olympiske lege
| År   | Værtsby                   | Sveriges placering     |
| ---- | ------------------------- | ---------------------- |
| 1896 | Athen, Grækenland         | Var ikke på programmet |
| 1900 | St. Louis, USA            | Ikke kvalificeret      |
| 1904 | Paris, Frankrig           | Ikke kvalificeret      |
| 1906 | Athen, Grækenland         | Ikke kvalificeret      |
| 1908 | London, Storbritannien    | Sølv                   |
| 1912 | Stockholm, Sverige        | 1/8-finale             |
| 1920 | Antwerpen, Belgien        | Kvartfinale            |
| 1924 | Paris, Frankrig           | Bronze                 |
| 1928 | Amsterdam, Holland        | Deltog ikke            |
| 1932 | Los Angeles, USA          | Var ikke på programmet |
| 1936 | Berlin, Tyskland          | 1/8-finale             |
| 1948 | London, Storbritannien    | Guld                   |
| 1952 | Helsinki, Finland         | Bronze                 |
| 1956 | Melbourne, Australien     | Ikke kvalificeret      |
| 1960 | Rom, Italien              | Ikke kvalificeret      |
| 1964 | Tokyo, Japan              | Ikke kvalificeret      |
| 1968 | Mexico City, Mexico       | Ikke kvalificeret      |
| 1972 | München, Vesttyskland     | Ikke kvalificeret      |
| 1976 | Montreal, Canada          | Ikke kvalificeret      |
| 1980 | Moskva, Sovjetunionen     | Ikke kvalificeret      |
| 1984 | Los Angeles, USA          | Ikke kvalificeret      |
| 1988 | Seoul, Sydkorea           | Kvartfinale            |
| 1992 | Barcelona, Spanien        | Kvartfinale            |
| 1996 | Atlanta, USA              | Ikke kvalificeret      |
| 2000 | Sydney, Australien        | Ikke kvalificeret      |
| 2004 | Athen, Grækenland         | Ikke kvalificeret      |
| 2008 | Beijing, Kina             | Ikke kvalificeret      |
| 2012 | London, Storbritannien    | Ikke kvalificeret      |
| 2016 | Rio de Janeiro, Brasilien | Ikke kvalificeret      |
| 2020 | Tokyo, Japan              | Ikke kvalificeret      |

### FIFA Confederations Cup
| År   | Værtsland        | Sveriges placering |
| ---- | ---------------- | ------------------ |
| 1992 | Saudi-Arabien    | Ikke kvalificeret  |
| 1995 | Saudi-Arabien    | Ikke kvalificeret  |
| 1997 | Saudi-Arabien    | Ikke kvalificeret  |
| 1999 | Mexico           | Ikke kvalificeret  |
| 2001 | Sydkorea & Japan | Ikke kvalificeret  |
| 2003 | Frankrig         | Ikke kvalificeret  |
| 2005 | Tyskland         | Ikke kvalificeret  |
| 2009 | Sydafrika        | Ikke kvalificeret  |

## Aktuel trup
Følgende spillere er blevet udtaget til venskabskampene imod Portugal og Albanien den 21. og 25. marts 2024.
Antal kampe og mål er korrekt pr. 21. marts 2024 efter kampen mod Portugal.